# Kim Tae-hee
Dans ce nom coréen, le nom de famille, Kim, précède le nom personnel.
Kim Tae-hee (en coréen: 김태희) née le 29 mars 1980 à Busan, Corée du Sud, est une actrice et mannequin sud-coréenne.

## Biographie
Kim Tae-hee est née le 29 mars 1980 à Busan en Corée du Sud. Son père Kim Yoo-moon est le fondateur et le président de Hankook Union Transportation Company depuis 1984. Elle a une grande sœur, Kim Hee-won et un petit frère, Kim Van, aussi acteur. Kim Tae Hee est née à Busan mais très tôt, sa famille déménage pour Ulsan. Elle a fréquenté l'école primaire de Samshin, le collège de Daehyun (대현중학교), puis s'est inscrite au lycée pour filles d'Ulsan.
En 1999, Kim Tae-hee déménage à Séoul pour aller à la prestigieuse Université nationale de Séoul, où elle est devenue la présidente du club de ski féminin de la SNU. En 2005, elle est diplômée de SNU avec un baccalauréat en design de mode.
Elle est surtout connue pour ses rôles dans les drames coréens tels que Iris, Love Story in Harvard, My Princess et Stairway to Heaven. Elle est considérée comme l'une des plus belles femmes de Corée du Sud,.

## Vie personnelle
En septembre 2012, Kim Tae-hee a commencé à fréquenter l'acteur-chanteur sud-coréen Rain. Ils se sont mariés le 19 janvier 2017. Le 23 mai, l'agence de Kim Tae-hee, Lua Entertainment, a annoncé qu'elle était enceinte de leur premier enfant. Elle a donné naissance à une fille le 25 octobre 2017.
Le 26 février 2019, l’agence de l’actrice annonce dans un communiqué qu'elle est enceinte de son second enfant et que la naissance est prévue pour Septembre 2019.

## Filmographie

### Films
- 2010 : Iris: The Movie
- 2010 : Grand Prix
- 2007 : Venus and Mars
- 2006 : The Restless
- 2002 : New Citizen
- 2001 : Last Present

### Séries télévisées
- 2020 : Hi Bye, Mama!
- 2015 : Yong Pal
- 2013 : Jang Ok-jung, Live for Love
- 2011 : Boku to Star no 99 Nichi
- 2011 : My Princess
- 2009 : Iris
- 2004 : Love Story in Harvard
- 2004 : Forbidden Love
- 2003 : Stairway to Heaven
- 2003 : A Problem At My Younger Brother's House
- 2003 : Screen
- 2002 : Let's Go